# Purpersteelmosschijfje
Het purpersteelmosschijfje (Lamprospora seaveri) is een schimmel die behoort tot de familie Pyronemataceae. Het leeft parasitisch, op het purpersteeltje (Ceratodon purpureus). Het komt voor in duinvalleien met veel schelpengruis.

## Kenmerken
De apothecia hebben een diameter van 1 tot 4 mm. Het hymenium is oranje tot oranjerood, met smal vliezig randje. Dit randje scheurt tijdens de groei in.
De sporen worden gevormd aan de binnenzijde van het vruchtlichaam. De asci zijn 8-sporig. De ascosporen zijn voorzien van ornamentatie dat bestaande bestaat uit bochtige richels van 0,5 tot 1 µm breed. De sporenmaat is (13-)14-16(-17) µm.

## Verspreiding
In Nederland komt het zeldzaam voor. Het staat op de rode lijst in de categorie 'Bedreigd'.